# Luke Moore
Luke Isaac Moore (Birmingham, 13 febbraio 1986) è un ex calciatore inglese, di origini giamaicane, di ruolo attaccante.
È il fratello di Stefan Moore, anch'egli ex calciatore professionista.

## Carriera
Dopo aver segnato molti gol nel settore giovanile dell'Aston Villa e aver vinto la FA Youth Cup nel 2002, Moore gioca la sua prima stagione tra i professionisti in prestito al Wycombe Wanderers, in Football League Two, la quarta serie calcistica inglese.
Arriva a Wycombe a dicembre del 2003 e vi resta un mese con l'obiettivo di aiutare la squadra ad allontanarsi dalle ultime posizioni della classifica.
Il 13 dicembre esordisce in casa del Notts County in una partita finita 1-1.
Dopo una settimana segna il primo gol, in occasione della vittoria casalinga per 2-0 contro il Bournemouth.
Il 3 gennaio 2004 segna una tripletta contro il Grimsby. Il 10 gennaio gioca la sua sesta e ultima partita con il Wycombe prima di tornare all'Aston Villa.
Esordisce in FA Premier League il 22 febbraio, in un derby contro il Birmingham City F.C. pareggiato 2-2. Colleziona 7 presenze con l'Aston Villa.
Nella stagione successiva scende in campo 27 volte e il 5 marzo 2005 segna il suo primo gol. Il febbraio 2006 segna una tripletta contro il Middlesbrough.
Il 20 febbraio 2008 è passa in prestito al West Bromwich Albion, con cui gioca 10 partite senza gol prima di essere acquistato definitivamente per 3.5 milioni di sterline. Nel 2010 passa in prestito al Derby County.
Il 7 gennaio 2011 viene acquistato dal Swansea City.
Esordisce l'8 gennaio in FA Cup, in una partita vinta contro il Colchester per 4-0.
Il 15 gennaio invece debutta in campionato contro il Cristal Palace. Il 19 febbraio segna il primo gol con la maglia dello Swansea nella partita di campionato vinta per 3-0 contro il Doncaster, e due giornate dopo va di nuovo a segno contro il Leeds.
Scende in campo in 3 partite dei play-off, compresa la finale, che regalano ai gallesi la prima promozione in FA Premier League della loro storia. Conclude la prima stagione a Swansea con 19 presenze e tre gol.

## Palmarès

### Club

#### Competizioni nazionali
- Coppa di Lega inglese: 1

Swansea City: 2012-2013

#### Competizioni giovanili
- FA Youth Cup: 1

Aston Villa: 2001-2002